# Pietro Salvatore Colombo
Pietro Salvatore Colombo OFM (ur. 22 października 1922 w Carate Brianza, zm. 9 lipca 1989 w Mogadiszu) – włoski biskup, ordynariusz Mogadiszu, franciszkanin, misjonarz, ofiara mordu.

## Biografia
Pietro Colombo urodził się w miejscowości Carate Brianza w północnych Włoszech 22 października 1922 roku. Wstępując do Zakonu Braci Mniejszych przybrał imię zakonne Salvatore. Profesję wieczystą złożył 20 sierpnia 1944 roku. Po ukończeniu studiów filozoficzno-teologicznych przyjął święcenia kapłańskie w katedrze mediolańskiej z rąk bł. kard. Alfreda Schustera 6 kwietnia 1946 roku.
Do Somalii przybył 30 marca 1947 roku. W 1954 roku wikariusz apostolski Mogadiszu Venanzio Filippini mianował go wikariuszem generalnym. Urząd ten piastował również po śmierci biskupa Filippiniego, za ordynariatu Antonia Silvia Zocchetty. Dwa lata po śmierci Zocchetty papież Paweł VI ustanowił na mocy konstytucji apostolskiej Ex quo Dei diecezję Mogadiszu. O. Colombo wybrany został ordynariuszem nowej diecezji. Nominowany 20 listopada 1975 roku, sakrę biskupią przyjął w Kościele Santi Ambrogio e Simpliciano w rodzinnym Carate Brianza z rąk kard. Giovanniego Colombo 16 marca 1976 roku. Współkonsekratorami byli: franciszkanin Guido Attilio Previtali, wikariusz apostolski Trypolisu oraz kapucyn Adolfo Luigi Bossi z São José do Grajaú w Brazylii. Jako wezwanie bp Colombo wybrał słowa zaczerpnięte z Psalmu 141 w wersji Wulgaty: „Sicut incensum in conspectu tuo” (pol. Stale przed Tobą jak kadzidło). Bp Colombo był zaangażowany w organizowanie pomocy humanitarnej dla Somalów. Został zabity pojedynczym strzałem w serce przed katedrą w Mogadiszu przez nieznanego zabójcę 9 lipca 1989 roku. Pochowany najpierw w katedrze w Mogadiuszu. Po jej zburzeniu w sierpniu 1993 roku pozostałości z ograbionych grobowców biskupich, w tym biskupa Colombo zostały przez żołnierzy włoskich z UNOSOM II i administratora apostolskiego Mogadiszu Giorgia Bertina zebrane i przewiezione do Włoch. W 1997 roku zostały złożone w Sanktuarium św. Antoniego Padewskiego w Mediolanie.

## Proces informacyjny
Postać zabitego biskupa wspomniał papież Jan Paweł II 16 lipca 1989 roku, podkreślając jego pracę na rzecz pokoju i ubogich.
W 2020 roku o. Claudio Bratti OFM, wicepostulator Prowincji Północnowłoskiej Zakonu Braci Mniejszych otrzymał polecenie przygotowania świadectw i dokumentów w celu wszczęcia procesu beatyfikacyjnego. Z zebranych dokumentów, przede wszystkim zachowanego dziennika o. Venanzio Tresoldiego, przełożonego franciszkanów w Mogadiszu w latach 90. XX wieku, wynika, iż bp Colombo starał się mediować pomiędzy dwoma przeciwnymi frakcjami, zwolennikami reżimu Siada Barrego i opozycją. Jego osoba stała na zawadzie środowisku dążącemu do wywołania konfliktu zbrojnego.